# Bużeńscy herbu Poraj
Bużeńscy herbu Poraj – polski ród szlachecki wywodzący się z ziemi sieradzkiej.
Gniazdem rodowym rodziny była miejscowość Bużenin (obecnie Burzenin) w powiecie sieradzkim.
Niesiecki sugeruje czeskie pochodzenie rodziny wspominając o historii powstania miasteczka Bużenin, nazwę któremu nadano ponoć „na pamiątkę Bużenina Czeskiego” z którego mieli pochodzić fundatorzy. Bużeńscy byli rodem „starym i możnym”. Oprócz Bużenina posiadali również inne miejscowości, w tym wieś Pstrokonie z której wywodzą się Pstrokońscy herbu Poraj, początkowo tworzący z Bużeńskimi jedną rodzinę.